# Terra Indígena Paquiçamba
La Terra Indígena Paquiçamba és una terra indígena localitzada a l'estat brasiler de Pará. Regularitzada i tradicionalment ocupada, té una àrea de 4.384 hectàrees i una població de 95 persones, del poble yudjá.